# Bahnstrecke Hudson–West Stockbridge
| Streckenlänge: | ca. 55 km            |                                          |                                          |
| Spurweite: | 1435 mm (Normalspur) |                                          |                                          |
| Zweigleisigkeit: | –                    |                                          |                                          |
| |                      |                                          |                                          |
| Gesellschaft: | CSX Transportation   |                                          |                                          |
| \| \| \| von Albany \| \| \| \| 0,0 \| Hudson NY \| Hudson NY \| \| \| \| nach New York City \| \| \| \| 1,9 \| Hudson Upper NY \| Hudson Upper NY \| \| \| ? \| Hudson Junction NY \| Hudson Junction NY \| \| \| \| nach Niverville \| \| \| \| \| Anschluss ADM \| \| \| \| 6,8 \| Claverack NY \| Claverack NY \| \| \| 14,0 \| Mellenville NY \| Mellenville NY \| \| \| 17,5 \| Pulvers NY \| Pulvers NY \| \| \| \| von New York City \| \| \| \| 23,5 \| Ghent NY \| Ghent NY \| \| \| \| Verbindung nach Albany \| \| \| \| 27,7 \| Chatham NY (früher Chatham Four Corners) \| Chatham NY (früher Chatham Four Corners) \| \| \| \| von Albany \| \| \| \| \| nach Worcester \| \| \| \| \| \| \| \| \| ca. 37 \| East Chatham NY \| East Chatham NY \| \| \| \| \| \| \| \| ca. 47 \| Edward’s Depot NY \| Edward’s Depot NY \| \| \| \| von Albany \| \| \| \| ca. 50,5 \| State Line \| State Line \| \| \| \| nach Worcester \| \| \| \| \| New York / Massachusetts \| \| \| \| ca. 55 \| West Stockbridge MA \| West Stockbridge MA \| \| \| \| nach Bridgeport \| \| |                      |                                          |                                          |
| Strecke |                      | von Albany                               | von Albany                               |
| Bahnhof | 0,0                  | Hudson NY                                | Hudson NY                                |
| Abzweig geradeaus, nach rechts und von rechts |                      | nach New York City                       | nach New York City                       |
| ehemaliger Haltepunkt / Haltestelle | 1,9                  | Hudson Upper NY                          | Hudson Upper NY                          |
| ehemaliger Bahnhof | ?                    | Hudson Junction NY                       | Hudson Junction NY                       |
| Abzweig geradeaus und ehemals nach links |                      | nach Niverville                          | nach Niverville                          |
| Abzweig ehemals geradeaus und nach rechts |                      | Anschluss ADM                            | Anschluss ADM                            |
| Bahnhof (Strecke außer Betrieb) | 6,8                  | Claverack NY                             | Claverack NY                             |
| Bahnhof (Strecke außer Betrieb) | 14,0                 | Mellenville NY                           | Mellenville NY                           |
| Haltepunkt / Haltestelle (Strecke außer Betrieb) | 17,5                 | Pulvers NY                               | Pulvers NY                               |
| Abzweig geradeaus und von rechts (Strecke außer Betrieb) |                      | von New York City                        | von New York City                        |
| Bahnhof (Strecke außer Betrieb) | 23,5                 | Ghent NY                                 | Ghent NY                                 |
| Abzweig geradeaus und nach links (Strecke außer Betrieb) · Strecke von rechts (außer Betrieb) |                      | Verbindung nach Albany                   | Verbindung nach Albany                   |
| Betriebs-/Güterbahnhof Strecke bis hier außer Betrieb · Strecke (außer Betrieb) | 27,7                 | Chatham NY (früher Chatham Four Corners) | Chatham NY (früher Chatham Four Corners) |
| Abzweig geradeaus und von links · Abzweig quer und ehemals nach links |                      | von Albany                               | von Albany                               |
| Abzweig ehemals geradeaus und nach links · Strecke von rechts |                      | nach Worcester                           | nach Worcester                           |
| Strecke von links · Kreuzung (Strecke geradeaus außer Betrieb) · Strecke nach rechts |                      |                                          |                                          |
| Strecke · Bahnhof (Strecke außer Betrieb) | ca. 37               | East Chatham NY                          | East Chatham NY                          |
| Strecke nach links · Kreuzung geradeaus unten (Strecke geradeaus außer Betrieb) · Strecke von rechts |                      |                                          |                                          |
| Bahnhof (Strecke außer Betrieb) · Strecke | ca. 47               | Edward’s Depot NY                        | Edward’s Depot NY                        |
| Abzweig ehemals geradeaus und von links · Strecke nach rechts |                      | von Albany                               | von Albany                               |
| Dienststation / Betriebs- oder Güterbahnhof | ca. 50,5             | State Line                               | State Line                               |
| Abzweig ehemals geradeaus und nach links |                      | nach Worcester                           | nach Worcester                           |
| Grenze (Strecke außer Betrieb) |                      | New York / Massachusetts                 | New York / Massachusetts                 |
| Bahnhof (Strecke außer Betrieb) | ca. 55               | West Stockbridge MA                      | West Stockbridge MA                      |
| Strecke (außer Betrieb) |                      | nach Bridgeport                          | nach Bridgeport                          |

Die Bahnstrecke Hudson–West Stockbridge ist eine Eisenbahnstrecke in New York und Massachusetts (Vereinigte Staaten). Sie ist rund 55 Kilometer lang und verbindet unter anderem die Städte Hudson, Claverack, Chatham und West Stockbridge. Die normalspurige Strecke ist größtenteils stillgelegt. Im Stadtgebiet von Hudson wird ein kurzer Abschnitt durch die CSX Transportation im Güterverkehr betrieben.

## Geschichte
Bereits 1828 wurde die Hudson and Berkshire Railroad gegründet, deren Ziel es war, das bis dahin nur schwer erreichbare, aber dicht besiedelte Berkshire-Tal in Westmassachusetts mit einer Eisenbahn an den Hudson River anzubinden. Für den in Massachusetts liegenden Abschnitt gründete man 1831 die West Stockbridge Railroad, die am 5. April 1836 formal aufgestellt wurde. Erst 1835 begannen die Bauarbeiten für die Bahn. Am 10. August 1838 ging die gesamte Strecke in Betrieb. Sie hatte zunächst keinen Anschluss an andere Bahnstrecken, was sich jedoch schon drei Jahre später änderte. Die Western Railroad hatte im Mai 1841 eine Strecke von Pittsfield eröffnet, die an der Bundesstaatengrenze in die bestehende Strecke einmündete. Sie pachtete die Hudson&Berkshire und führte ihre Züge bis Hudson. Schon im Dezember 1841 endete dieser durchlaufende Verkehr westlich von Chatham, nachdem die Western eine Strecke von Chatham nach Albany eröffnet hatte. Sie benutzte zwischen der Bundesstaatengrenze und Chatham weiterhin die kurvenreiche und steile Strecke der Hudson&Berkshire, allerdings nur bis zum 12. September 1842, als die Western eine eigene Strecke auf diesem Abschnitt eröffnete, die zwar etwa drei Kilometer länger war, aber weniger steil und größere Kurvenradien sowie einen besseren Unterbau aufwies.
Nun betrieb die Hudson&Berkshire ihre Strecke allein weiter und verpachtete sie 1843 an die Housatonic Railroad, die im Vorjahr eine Strecke von Bridgeport nach West Stockbridge eröffnet hatte. Die Housatonic hatte jedoch kein Interesse, ihre Züge bis Hudson zu führen, sondern wollte stattdessen weiter nach Norden vordringen. Sie löste schon 1854 den Pachtvertrag mit der Hudson&Berkshire wieder, nicht jedoch mit der immer noch existierenden West Stockbridge Railroad, die den Abschnitt vom Bahnhof State Line bis West Stockbridge besaß. Die Strecke von West Stockbridge bis State Line wurde nur noch als eine unbedeutende Zweigstrecke betrieben und ging 1892 mit der Housatonic auf die New York, New Haven and Hartford Railroad (NH) über, die 1928 den Personenverkehr einstellte und diesen Abschnitt 1961 stilllegte.
Die Hudson&Berkshire musste in der Folge der gescheiterten Übernahme durch die Housatonic Konkurs anmelden und wurde versteigert. Die Western Railroad wollte die Konkurrenz ausbooten und kaufte kurzerhand die Hudson&Berkshire am 21. November 1854 auf. Für einige Jahre fuhren die Züge aus Hudson noch über die alte Strecke der Hudson&Berkshire bis West Stockbridge. Jedoch wurde etwa 1860 der parallel zur Western-Hauptstrecke liegende Abschnitt von Chatham bis State Line stillgelegt und abgebaut. Die Strecke zwischen Hudson und Chatham wurde zu einer Western-Zweigstrecke („Hudson Branch“). 1870 ging die Western in der Boston and Albany Railroad auf, die diesen Abschnitt nun weiterbetrieb. Sie stellte 1932 oder 1933 den Personenverkehr auf dieser Strecke ein. Allerdings bestand zwischen Ghent und Chatham weiterhin Personenverkehr aus Richtung New York City, der erst Ende der 1960er Jahre endete. Die Strecke zwischen Claverack und Ghent wurde Anfang der 1960er Jahre stillgelegt, zwischen Hudson Junction und Claverack endete wenige Jahre später ebenfalls der Schienenverkehr.
Die Boston&Albany war schon seit 1900 in Besitz der New York Central Railroad, der auch die in Ghent anschließende Strecke nach New York City gehörte. Der Abschnitt von Hudson bis zum Anschluss an das ADM-Werk bei Hudson Junction sowie der Abschnitt von Ghent nach Chatham ging 1968 zusammen mit der New York Central an die Penn Central, die Mitte der 1970er Jahre die Strecke Ghent–Chatham stilllegte. Nun wurde nur noch der Abschnitt im Stadtgebiet von Hudson betrieben, ab 1976 durch Conrail und seit 1998 durch die CSX Transportation.

## Streckenbeschreibung
Die Strecke beginnt im Personenbahnhof Hudson, wo sie in einem Gleisdreieck aus der Bahnstrecke New York City–Albany herausführt und nach Südosten abbiegt. Dieser Abschnitt wird noch im Güterverkehr zur Anbindung des ADM-Werkes östlich der Stadt genutzt. Die Strecke führt südlich an der Bebauung der Stadt vorbei und biegt in Höhe der 7. Straße nach Nordosten ab. Die Gleise liegen auf der Länge von zwei Blocks von der Kreuzung Union Street bis Warren Street im Straßenpflaster. Nach der Warren Street vollführt die Strecke eine großzügige Kurve in Richtung Osten. Nach dem Bahnübergang der Fairview Avenue befand sich der Bahnhof Hudson Junction, wo die ursprünglich als Eisenbahn gebaute, aber viele Jahre als Überlandstraßenbahn genutzte und mittlerweile stillgelegte Bahnstrecke Hudson Junction–Niverville abzweigt. Östlich des Bahnhofs beginnt das ADM-Anschlussgleis, das die ursprüngliche Trasse der Strecke in Richtung Süden verlässt und in das Werksgelände führt.
Die auf dem Rest der Strecke stillgelegte und gleislose Trasse führt weiter in Richtung Südosten bis Claverack, wo sie in einer engen Kurve zunächst nach Nordosten und nach etwa einem Kilometer in einer weiteren Kurve nach Osten abbiegt. Im zu Claverack gehörenden Ortsteil Mellenville führt die Strecke entlang der Staatsstraße 217 wieder in nordöstliche Richtung. Hinter Mellenville wird das Trassee landwirtschaftlich genutzt und ist kaum noch erkennbar. Erst einige Kilometer nördlich des Ortes ist der Bahndamm wieder erhalten und trägt heute auf einem kurzen Stück bis zur Arch Bridge Road eine Privatstraße. Der Bahndamm verläuft nun geradlinig bis zu einem Punkt südlich von Ghent, wo die hier endende Strecke aus Richtung New York City einmündet. Der Bahnhof Ghent selbst lag zwei Kilometer weiter nördlich in der Stadt. Von hier verläuft die Bahntrasse neben der Staatsstraße 66, bis sie in Chatham in die Bahnstrecke Worcester–Albany einmündet.
Die Trasse der 1838 eröffneten und um 1860 stillgelegten Strecke von hier bis zum Bahnhof State Line ist heute fast nicht mehr erkennbar. Eine Karte von 1848 zeigt beide Strecken, die sich zweimal, nämlich vor und hinter East Chatham kreuzen. Die Strecken verliefen bis zur ersten Kreuzung offenbar relativ nahe nebeneinanderher. Die südliche Kreuzung, die auf der Karte als niveaugleich bezeichnet ist, befand sich offenbar etwa kurz vor dem heutigen Taconic State Parkway. Die Strecke nach West Stockbridge verlief nun nördlich der noch heute betriebenen Hauptstrecke und hatte in East Chatham eine eigene Bahnstation. Kurz danach kreuzten sich die Strecken erneut, diesmal überquerte die Hauptstrecke die alte Strecke nach West Stockbridge über eine Brücke. Die Bahntrasse verlief nun wieder südlich der Hauptstrecke und in einiger Entfernung zu dieser, etwa entlang der heutigen Interstate 90. Kurz vor State Line ist die seit über 150 Jahren stillgelegte Bahnstrecke noch zu erkennen. Sie verläuft in Höhe der Pond Lane in nordöstliche Richtung und mündet in einer engen Kurve in die Trasse der Hauptstrecke ein. Bis zum Bahnhof State Line verlief sie nun unmittelbar neben der Hauptstrecke.
Am Bahnhof State Line waren 1841 Verbindungsgleise in Richtung Worcester eingebaut worden, da bis zur Fertigstellung der neuen Hauptstrecke die Züge über die alte Strecke fahren mussten. Auch aus Richtung West Stockbridge gab es Verbindungsgleise auf die Hauptstrecke in Richtung Albany, die zur Übergabe von Wagen der Housatonic Railroad genutzt werden konnten. Die Bahnstrecke verlässt den Bahnhof südostwärts und endet wenige Kilometer weiter in West Stockbridge. Hier traf die Strecke auf die von Süden her vorangetriebene Bahnstrecke Bridgeport–West Stockbridge, mit der sie einen gemeinsamen Bahnhof nutzte, der als Durchgangsbahnhof eingerichtet wurde.

## Personenverkehr
1851, als noch die gesamte Strecke betrieben wurde, verkehrten drei Zugpaare der Hudson&Berkshire von Hudson nach West Stockbridge, von denen einer auf der Housatonic-Strecke bis Van Deusenville weiterfuhr und dort Anschluss nach Bridgeport hatte.
Nach Übernahme durch die Western und der Stilllegung des Mittelteils der Strecke fuhren 1868 fünf Züge von Hudson nach Chatham, jedoch nur drei in der Gegenrichtung. Zwischen State Line und West Stockbridge verkehrte nur ein Zugpaar, das bis Van Deusenville weiterfuhr. 1916, nachdem die Betreiber der vorhandenen Abschnitte gewechselt hatten, bot die Boston&Albany vier werktägliche Zugpaare auf der Strecke Hudson–Chatham an. Die NH befuhr den Abschnitt von State Line bis West Stockbridge ebenfalls mit vier werktäglichen Zügen, von denen drei bis Van Deusenville weiterfuhren.
Nach dem Ersten Weltkrieg ging der Personenverkehr wie landesweit üblich durch den zunehmenden Individualverkehr stark zurück, sodass 1926 durch die NH nur noch ein werktäglicher gemischter Zug angeboten wurde, der von State Line über West Stockbridge nach Great Barrington fuhr. Auf dem Hudson Branch fuhren zu dieser Zeit weiterhin vier Zugpaare an Werktagen. 1928 endete der Personenverkehr auf der West Stockbridge Railroad, während von Chatham nach Hudson noch bis 1932 oder 1933 Personenzüge pendelten. Nach dieser Zeit verkehrten nur zwischen Chatham und Ghent noch die Vorortzüge der New York Central Railroad nach New York City, die erst in den 1960er Jahren eingestellt wurden.